# あなたと生きる (テレサ・テンのアルバム)
『あなたと生きる』（あなたといきる）は、テレサ・テンの日本での通算5枚目のオリジナル・アルバムである。1977年12月1日にポリドール・レコードからLP盤（レコード品番：MR 3091）形式でリリースされた。全12曲収録。
ディスクジャケット帯のキャッチコピーは「絶唱! テレサ・テン 愛と涙のオリジナル・アルバム」。

## 概要
同年8月にリリースした新曲「あなたと生きる」と1976年発表のシングル曲「夜のフェリーボート」などを収録。また、本作のために書き下ろされた7曲の完全オリジナル曲を収録。利岡和孝がプロデューサー、松崎澄男がディレクター、近藤信治がジャケット撮影を務めている。
2006年4月12日にユニバーサルミュージックより初CD化（規格品番：UPCY-6131）された。

## 批評
CDジャーナルは、「猪俣公章が作曲を手がけた表題曲「あなたと生きる」のほか、今なお愛される楽曲の数々を楽しめる。」と評した。

## 収録曲
| #         | タイトル                       | 作詞       | 作曲           | 編曲       | 時間  |
| --------- | ------------------------------ | ---------- | -------------- | ---------- | ----- |
| A1.       | 「あなたと生きる」             | 千家和也   | 猪俣公章       | 竜崎孝路   | 3:36  |
| A2.       | 「一夜だけのスイング」         | ちあき哲也 | 小川寛興       | 竜崎孝路   | 3:16  |
| A3.       | 「夜の波止場で」               | 中山大三郎 | うすいよしのり | 竜崎孝路   | 3:03  |
| A4.       | 「ムーン・ライト・ダンシング」 | 竜真知子   | 丹羽応樹       | 馬飼野康二 | 3:38  |
| A5.       | 「逢う時はいつも他人」         | 東海林良   | 徳久広司       | 小六禮次郎 | 3:05  |
| A6.       | 「雪化粧」                     | 山上路夫   | 猪俣公章       | 森岡賢一郎 | 3:41  |
| B1.       | 「慕情」                       | 竜真知子   | 丹羽応樹       | 馬飼野康二 | 3:35  |
| B2.       | 「黒いショール」               | ちあき哲也 | 小川寛興       | 森岡賢一郎 | 2:49  |
| B3.       | 「夜の乗客」                   | 山上路夫   | 井上忠夫       | 森岡賢一郎 | 3:47  |
| B4.       | 「海辺のホテル」               | 千家和也   | うすいよしのり | 竜崎孝路   | 4:15  |
| B5.       | 「夜のフェリー・ボート」       | 山上路夫   | 井上忠夫       | 森岡賢一郎 | 3:15  |
| B6.       | 「春を待つ花」                 | 中山大三郎 | 竜崎孝路       | 竜崎孝路   | 4:33  |
| 合計時間: | 合計時間:                      | 合計時間:  | 合計時間:      | 合計時間:  | 42:33 |